# Trzebieszów (Moszczanka)
Trzebieszów (niem. Sichdichfür, śl. Trzebjeszůw) – część wsi Moszczanka w Polsce położonej w województwie opolskim, w powiecie prudnickim, w gminie Prudnik. Historycznie leży na Górnym Śląsku, na ziemi prudnickiej.
Trzebieszów położony jest w południowo-wschodniej części Moszczanki, przy drodze prowadzącej do Pokrzywnej.

## Nazwa

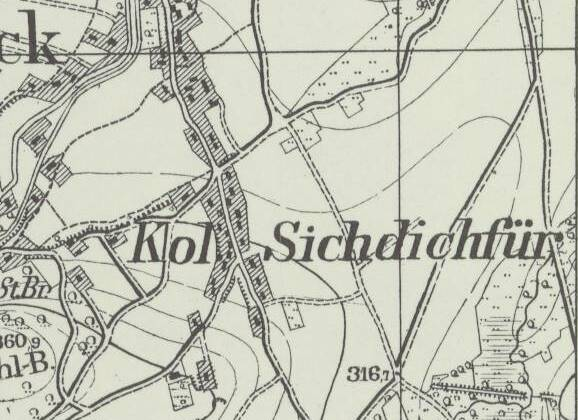
Trzebieszów na mapie z 1936

Dawna, niemiecka nazwa Sichtigfür względnie Sichdichfür tłumaczona jest przez regionalistów jako Bacz-na-się (czeskie Dej pozor), co miało odnosić się do pobliskiej granicy. 2 kwietnia 1949 r. nadano miejscowości, wówczas administracyjnie związanej z Moszczanką, polską nazwę Trzebieszów.

## Historia
W 1921 w zasięgu plebiscytu na Górnym Śląsku znalazła się tylko część powiatu prudnickiego. Trzebieszów znalazł się po stronie zachodniej, poza terenem plebiscytowym. W 1927 miejscowość zamieszkiwało 117 osób, a w 1939 – 175.
W latach 1975–1998 miejscowość administracyjnie należała do ówczesnego województwa opolskiego. Według podziału administracyjnego województwa opolskiego na dzień 31 sierpnia 1964, Trzebieszów, jako przysiółek Moszczanki, należał do gromady Moszczanka. W 1966 w przysiółku mieszkało 101 osób.